# Pseudebulea lungtanensis
Pseudebulea lungtanensis là một loài bướm đêm trong họ Crambidae.